# Mistrzostwa Afryki w Piłce Ręcznej Kobiet 1991
Mistrzostwa Afryki w piłce ręcznej kobiet 1991 – dziewiąte mistrzostwa Afryki w piłce ręcznej kobiet, oficjalny międzynarodowy turniej piłki ręcznej o randze mistrzostw kontynentu organizowany przez CAHB mający na celu wyłonienie najlepszej żeńskiej reprezentacji narodowej w Afryce, który odbył się w Egipcie we wrześniu 1991 roku. Tytułu zdobytego w 1989 roku broniła reprezentacja Angoli.
Pierwszy triumf w historii tej imprezy zanotowały Nigeryjki i uzyskały awans do IO 1992.

## Częściowe wyniki
| 8 września 1991 | Kongo | 27:12 | Egipt |  |
| 8 września 1991 |       | 27:12 |       |  |

| 8 września 1991 | Wybrzeże Kości Słoniowej | 23:18 | Angola |  |
| 8 września 1991 |                          | 23:18 |        |  |

| 8 września 1991 | Nigeria | 24:23 | Senegal |  |
| 8 września 1991 |         | 24:23 |         |  |

## Klasyfikacja końcowa
| Miejsce | Reprezentacja            | Uwagi          |
| ------- | ------------------------ | -------------- |
| złoto   | Nigeria                  | awans: IO 1992 |
| srebro  | Angola                   | -              |
| brąz    | Kongo                    | -              |
| 4       | Algieria                 | -              |
| 5       | Senegal                  | -              |
| 6       | Wybrzeże Kości Słoniowej | -              |
| 7       | Egipt                    | -              |